# Chiling I
Der Chiling I ist ein Berg im Kishtwar-Himalaya, einer Gebirgsregion im Westhimalaya zwischen den indischen Unionsterritorien Jammu und Kashmir und Ladakh. Der Berg wurde in der Vergangenheit häufig als Z2 bezeichnet.

## Lage
Der Chiling I besitzt eine Höhe von 6349 m. Er befindet sich an der Grenze der beiden Distrikte Kargil und Kishtwar. In unmittelbarer Nähe, 700 m nordnordöstlich, erhebt sich der mit 6253 m Höhe etwas niedrigere Gipfel Chiling II. Die beiden Gipfel erheben sich westlich vom oberen Ende des Chiling-Gletschers, der nach Norden abfließt. Der Chiling I liegt im Einzugsgebiet des Rin Nai, ein linker Nebenfluss des Marau. 

## Besteigungsgeschichte
Vermutlich wurde der Chiling I am 31. Juli 1977 von Gino Buscaini und dessen Frau Silvia Metzeltin-Buscaini über den Südgrat erstbestiegen. Jahre später kamen Zweifel auf, ob sie tatsächlich den Hauptgipfel des Berges und nicht einen südlichen Nebengipfel erklommen hatten.
Im August 2017 gelang Jon Griffin and Tad McCrea die Besteigung des Chiling I über den Ostgrat.